# Mohammad Hasan Akhund
Mohammad Hasan Akhund (1945, Kandahar) es un político y líder religioso afgano, afiliado al movimiento Talibán, actual primer ministro del Emirato Islámico de Afganistán desde el 7 de septiembre de 2021.

## Biografía
Nació en la ciudad de Kandahar, en la provincia homónima, cuna de los talibanes, movimiento del cual fue uno de sus fundadores. De etnia pastún, desciende de Ahmad Shah Durrani, fundador del Afganistán moderno. Fue educado sobre la base de una estricta ideología islámica llamada Deobandismo. Él, a diferencia de muchos líderes talibanes, no luchó en la Guerra Afgano-Soviética.
Durante el Régimen Talibán de 1996 a 2001 sirvió como Viceministro de Relaciones Exteriores y como Ministro de esa cartera entre 1998 y 1999. Así mismo, fue Vicepresidente del Consejo de Ministros y Gobernador de Kandahar. Fue él quien convenció a Mohammad Omar de demoler los Budas de Bāmiyān. En 2001 se convirtió en jefe de la Rehbari Shura, Oficina Política, de los talibanes, cargo que ocupó por 20 años.
Tras la caída de la República Islámica de Afganistán en agosto de 2021, y el restablecimiento del Emirato Islámico de Afganistán, fue nombrado como primer ministro del país el 7 de septiembre de 2021, restableciéndose así el cargo disuelto en 2001.
Akhund está incluido en la lista de terroristas de la Organización de Naciones Unidas. Se le considera más un líder religioso que militar o político. También ha escrito varias obras sobre el Islam.